# 구수경
구수경(1990년 6월 25일 ~)은 대한민국의 트로트 가수다. 2017년 1집 앨범 [와줘요]로 데뷔했다.

## 방송
- 판타스틱 듀오 2 김원준 편 (2017) - 우승
- K트롯 서바이벌 골든마이크 (2019) - Top14

## 음반
- 제12회 현인가요제 기념음반 (2016)
- 와줘요 (2017)
- 구수경2집 (2018)

## 수상
- 제12회 가요작가의날 작가선정 가수상 (2018)
- 제8회 대한민국 청소년 트로트 가요제 대상 (2016)
- 제12회 현인 가요제 대상 (2016)

## 경력
- 고양경찰서 홍보대사 (2018)